# Megachile mertoni
Megachile mertoni är en biart som beskrevs av Heinrich Friese 1903. Megachile mertoni ingår i släktet tapetserarbin, och familjen buksamlarbin. Inga underarter finns listade i Catalogue of Life.